# SPEC 시리즈의 등장인물
SPEC 시리즈의 등장인물에서는 일본의 텔레비전 드라마 《SPEC~경시청 공안부 공안 제5과 미상 사건 특별 대책계 사건부~》 시리즈의 등장인물에 대해 해설한다.
이하에서는 레귤러 캐릭터 및 여러 차례 등장하는 게스트 캐릭터에 대해 기술해, 각 회 단발의 게스트에 대해서는 드라마 기사의 스토리절, 영화 《극장판 SPEC~천~》의 게스트 캐릭터절에서 설명한다. 전일담을 그리는 스핀오프 만화 작품 《SPEC~제로~》에 대해서는 그 쪽을 참조.
이름 옆 <> 안은 작중의 연령으로, 본편, 공식 사이트, 노블라이즈, 《SPEC 공식 해체 신서》, 《SPEC/Booster Book》이 출전이다.

## 경시청 공안부 공안 제5과 미상 사건 특별 대책계
토마 사야 (当麻 紗綾) <24> - 토다 에리카
경부보. 미상 사건 특별 대책계(통칭 미상) 수사관. 도쿄도 출신. 교토 대학 이학부 졸업. IQ 201으로 천재적인 두뇌의 소유자이며, 일본어·영어·스페인어를 잘 다루어, PC의 화면을 스크롤 한 것만으로 모두 기억하는 높은 기억력을 가지지만, 침착하지 않고 입이 거친 데다가 쉽게 싸우려드는 성격으로, 입맛을 빈번히 다시는 등 사람을 바보 취급하는 언동을 취한다. 니노마에 쥬이치와의 인연이 관련된다, 어떤 사건으로 왼손목을 절단 하는 중상을 입어, 왼팔은 삼각건으로 매달고 있다. 컴퓨터를 잘 알고, 해킹도 숙달.
상식 외로 분위기를 읽지 못하고, 윤리관도 없어 복무 규정도 거의 무시하고 있다. 〈돈다케!!〉나 〈키타!〉등 같은 사어를 태연하게 사용해, 내숭떠는 여자같이 응석부리거나 장난을 좋아하는 기질을 보여주는 일도 있기 때문에, 다른 등장 인물에게서는 어이가 없어 놀라게 해 세부미에게는 폭력적 츳코미(태클)를 받고 있다. 항상 뇌를 사용하고 칼로리를 필요로 하므로 상당한 대식으로, 매일 같이 자주 가는 중화 요리점 〈중부 일본 교자의 CBC〉에서 좋아하는 교자(만두)를 대량으로 부탁해 평정하고 있지만(50인분까지 먹을 수 있다고 한다), 과일에 뿌려나 마요네즈와 함께 먹는 등 극도의 미각 음치이기도 하다. 항상 붉은 캐리백을 가지고 가고 있어 그 안에는 젓가락이나 서도 용구, 두꺼운 서적등을 담고 있다. 머리 모양은 부스스(《케이조쿠》의 시바타와 같이 제대로 머리를 감지 않기 때문에, 머리에서 냄새가 난다. 게다가 교자를 과식해 입에서도 냄새가 난다)로 복장도 야무지지 못하지만(언제나 회색 슈트에 흰색 양말이다), 본인은 멋이나 청결하게 신경을 쓰고 있는 모양으로, 도쿄 하라주쿠의 미용실 〈ACQUA〉에 다니고 있다. 몇번이나 지갑을 잃어버리나 한자에 약하기도 한 빠진 일면이 있다. 부모님과 남동생을 잃어 할머니 요코와 두 명이서 생활하지만 미상에서 숙박 하고 있는 것 같아서, 집에 돌아가는 장면은 거의 없다. 하지만, 그렇게 엉뚱한 언동과 정반대로 마음씨는 형사로서의 사명감이 있어, 범죄를 미워하는 정의감과 의분을 가진 일면도 들여다 보게 한다.
물리 매니아이며, 에르빈 슈뢰딩거, 레프 란다우나 교토대 이학부를 목표로 하는 계기가 된 같은 대학 출신자인 유카와 히데키 물리학자를 신봉한다. 대학졸업 후, 스스로의 호기심으로부터FBI에서 《X파일》같은 사건을 연구중에 일본의 경찰에 스카우트되어 미상에 배속된 경위가 있다.
인간이 가지는 무한의 가능성이라고 하는 관점이나, 자신도 그런 능력자와 조우했다고 하는 경험으로부터, SPEC의 존재에 긍정적이고 그 존재도 시야에 넣어 수사하고 있다. 서도 4급으로, 서도를 하면서 추리한다고 하는 스타일을 취하고 있어 사건의 키워드를 써 늘어 놓으면서 머릿속의 100만개의 방대한 정보량을 정리 정돈하는 형태로 사고해, 그것을 찢고 종이조각과 같이 날리면서 〈いただきました(잘 먹었습니다)〉의 결정 대사와 함께 최종적인 결론을 이끌어낸다. 그 후, 범인의 이름이나 중대한 힌트를 책에 써 일으킨다.
이름의 유래는, 〈当麻(토마)〉는 도공의 이름으로부터, 〈紗綾(사야)〉도 칼의 칼집으로부터이다.
세부미 타케루 (瀬文 焚流) <36> - 카세 료
경부보. 원래는, 어린 나이에 경시청 특수부대(SIT)의 대장이었지만, 외국인 범죄 그룹과의 총격전에서 부하인 시무라를 오발한 의혹이 갖게 해 미상 사건 특별 대책계에 좌천 되게 된다. 영어와 중국어에 통달하다. 정의감이 강하지만, 고압적이고 고지식한 군인 기질의 성격이며, 상하 관계를 철저하게 준수하는 반면, 현재의 상사인 노노무라의 일은 노골적으로 바보취급 하고 있다. 침착하지 않은 토마에는 반감을 가져, 토마에 대해서는 입이 더럽게 매도하거나 두드리는 차는 등의 폭력적인 츳코미를 자주 하고, 둘 다 야무지고 성격이 급하기 때문에, 싸움이 되는 것도 적지 않다. 하지만, 사건에 해당될 때에 토마의 능력을 인정해서 그 어두운 과거에 대해서도 안다. 수사는 냉정하고 건조하게 하고 있어, 가끔 피의자에게 공격적인 태도에 나오는 일이 있다. SIT 재적시의 긍지이기도 한 〈命捨てます(생명 버립니다)〉를 내거는 일방으로, 〈사람의 죽음〉에 강한 공포심을 가지고 있어 〈悪人だろうが政治家だろうが、人の命は人の命(악인이든 정치가이든, 사람의 생명은 사람의 생명)〉이라고 말해, 피의자가 자살을 시도하거나 타인의 생명을 희롱하는 인물에게는 분노를 드러낸다.
까까머리인 것부터, 토마에게서는 〈대머리〉라고 욕듣는 것이 많다. 또, 가방 대신에 입구가 비틀어진 갈색의 봉투를 가지고 다니고 있어 지폐나 구속 영장이 들어가 있거나 권총을 수납한 적도 있다. 말버릇은 〈○○なめんじゃねぇ(○○ 얕보지마)〉. (권력, 생명 등)
토마와는 대조적으로, 당초는 SPEC의 존재에 회의적이었다. 그러나, “어떤 병도 낫게할 수 있는 SPEC”을 가지고 있는 인물과 접촉해 부상한 자신의 팔을 완치해 받은 것이나, 그러한 능력이 있다고 밖에 설명할 수 없는 사건이나 이해할 수 없는 현상을 눈앞에서 보고, 믿을 수 없다고 하는 생각을 하면서도 받아 들여 간다.
이름의 유래는, 〈瀬文(세부미)〉은 브래드 피트 주연의 서스펜스 영화 《세븐》과 〈Save me〉로부터, 〈焚流(타케루)〉는 총·화기의 일류를 쓰는 손과 말하는 의미로부터, 〈火(불)〉이라고 말하는 글자를 사용하고 싶었기 때문이다.
노노무라 코타로 (野々村 光太郎) <70> - 류 라이타
미상 사건 특별 대책계 계장이자 전 수사 1과 2계(통칭: 케이조쿠) 계장이다. 정년을 넘겼으나, 촉탁으로 미상의 계정에 취임했다. 불륜 상대인 마사키 미야비로부터 결혼을 강요당하고 있지만, 변호사인 지금의 아내와 이혼이 되지 않고 있다. 이계 시절부터 지금까지 몇 사람의 미야비라는 이름을 가진 여성과 불륜을 반복하고 있다. 당뇨병을 앓고 있다. 미상의 방에서 애완동물로서 물벼룩을 길러, 항상 좋아하는 카키피(감 씨 과자)가 들어가 있는 통을 어디를 가든 항상 지니고 다니는 있어도 소용 없는 사람으로, 또 믿음직스럽지 못하지만, 중요한 때에 형사로서의 엄격한 일면을 보이기도 한다.
미상의 존재 의의나, 경찰 상층부의 온갖 잡귀들이 은닉하는 〈판도라의 상자〉에 대해서 생각하는 면이 있어, 세부미에게 총의 휴대 허가를 내는 등 2명의 부하를 신뢰해 백업 한다. 그러한 일은 현재 출세하고 있기 이전, 이계에 있던 도쿄대학 출신의 여성의 부하를 통해서 알았다.
이치야나기 켄조 (市柳 賢蔵) <56> - 덴덴
《상》부터 등장. 미상에 배속된 새로운 계장이다. 도쿄 대학 문과 III류 졸업. 부하들을 막대하는 유형의 상사로, 토마와 세부미는 별로 신뢰를 두지 않았다. 머리는 가발이다.
사실은 그도 츠다 스케히로의 한 사람이며, 한 때 노노무라의 부하이다.

## 경시청 관계자
바바 카오루 (馬場 香) <40> - 오카다 코키
수사 1과 관리관. 세부미에게 미상 사건 특별 대책계로의 이동을 명했다. 아니꼽고 인텔리스러운 성격이지만, 신경질적인 일면이 있어, 날카로운 소리로 외치기도 한다. 경시청에 들어와 머지 않아 관리관이 되었기 때문에, 수사 경험은 부족하다.
시카하마 아유무 (鹿浜 歩) <55> - 마츠자와 카즈유키
수사 1과 계장. 주로 바바, 이노마타와 함께 행동한다.
이노마다 소지 (猪俣 宗次) <28> - 사이네이 류지
수사 1과 형사. 이상한 히로시마 방언을 쓴다.
곤도 아키오 (近藤 昭男) <50> - 토쿠이 유
수사 1과 2계의 계장. 노노무라와는 2계 시절 상사와 부하 사이였다. 이전 계장이던 노노무라가 정년을 넘겼기 때문에, 그 후임 계장으로 부임했다. 정시 퇴근을 놓치지 않으며, 야근은 하지 않는 주의의다. 기계 매니아이며 오토바이를 좋아한다. 또 일본 무용, 플라맹고, 사교 댄스, 파라파라, 시 낭송 등 여러 취미를 갖고있다.
마사키 미야비 (正汽 雅) <20> - 아리무라 카스미
미상사건특별대책계에 출입하는 경찰. 노노무라의 내연녀이다. 제복 치마 길이는 항상 무릎 위이다. 통금시간은 밤 10시이며, 노노무라와 사람들의 눈에 띄지 않게 데이트 하는 것이 싫증이 나 결혼을 강요한다. 미상에 손님을 데려올 때 〈그럼, 힘차게 소개합니다.〉라며 소개한다. 마지막화에서는 변호사인 노노무라의 아내에 대항하기 위해 사법시험에 합격해 사법 연수생이 됐다.
《천》에서는 2014년의 일본에서 노노무라의 유언인 듯한 편지를 손에 넣고 있다.
시무라 유사쿠 (志村 優作) <24> - 이토 츠요시
SIT 대원이자 세부미의 부하, 시무라 미레이의 오빠이다. 어릴 적 부모를 모두 잃고 고등학생 시절부터 일하면서 부모를 대신하여 미레이를 키워왔으나, 미레이와의 관계에 갈등이 생긴다. 어떤 사건의 작전 중, 갑자기 세부미를 향해 총구를 겨누어 발포하지만 자신이 쏜 총알에 자신이 맞는 이상한 사건이 일어나 식물 인간 상태가 된다. 신의 회(제8화)에서 치료자의 능력에 의해 건강한 모습으로 돌아왔지만, 직후 세부미 등이나 미레이의 눈앞에서 부부젤라리맨즈에게 살해된다.
아키모토 사이조 (秋元 才三) <45> - 이노우에 하지메
공안부 공안 제5과, 과장 대리. 무의 회(제5화)의 잠입 수사관들의 사망 사건의 수사 의뢰 이후, 몇차례에 걸쳐 미상에 나타난다. 당초는 토마를 경관·형사로 인식하지 못하고, 알바라고 부르고 있었다.
츠다 스케히로 (津田 助広) <42> - 시이나 킷페이 (특별 출연)
공안부 특무 전임 부장. SPEC을 이용한 범죄를 수사하고 있는 한편으로, 레이센을 확보해, 그를 이용하려고 한다. 미상을 SPEC 보관 유지자에 대한 미끼로 해, 경찰 상층부의 의향대로 행동하고 있었다. 감금중인 레이센에게 간식을 주어, 기묘한 우정같은 것을 느끼게 하는 언동이 있었지만 진심은 확실하지 않다. 몇번이나 SPEC을 가진 인간으로부터 생명이 표적되고 있다.

## 미상 관련 인물
니노마에 쥬이치 (一 十一) <연령 불명> - 카미키 류노스케
토마와 세부미의 앞에 가까워지는 수수께끼의 소년. 토마와 과거에 인연이 있는 모양. 토마와 세부미에게 잡힌 SPEC을 가진 범죄자를 처리하고 있다. 시간을 멈추는 SPEC(공안 조사)을 가져, 발동했을 때에는 전원의 움직임이 정지한 것 같은 현상이 일어나고 있다. 손가락 소리를 내는것으로, 능력의 발동 및 해제를 한다. 평상시의 생활에서는 극히 보통 소년을 연기하고 있어 모친과 2명이서 생활. 학교에서는, 사진에 찍히지 않음, 행사에도 전혀 참가하지 않는 등, 어쨌든 눈에 띄지 않는다. 시간을 정지시키고 컨닝을 하고 있기 때문에, 학업의 성적은 매우 좋다. 토마에 별날 정도라고도 할 수 있을 정도의 미움을 안고 있음(그 자신은 〈(토마에게) 폭탄으로 가족을 몰살당했다〉라고 말하고 있다). SPEC을 가지는 인간들의 조직의 중심 인물이었지만, 갑자기 폭주해, 아군으로부터도 위험시 된다. 읽기 어려운 성씨이기 때문에, 극중이나 자막 방송, 공식 사이트등에서는 자주 〈ニノマエ(니노마에)〉라고 표기된다.
그의 SPEC의 정체는 〈시간 정지〉가 아니라, 〈인간의 수만배의 스피드로 돌아다니는 능력〉. 그 때문에, 보통 인간과 니노마에의 체감 시간의 흐름은 달라, 보통과는 빠른 시간의 흐름을 살고 있기 때문에, 실연령이 13세 중학생이라도 고교생으로서 성장하고 있었다. 그러나 그 때문에, 독을 섭취하면 보통 사람의 수만배의 스피드로 침식되어 버린다. 한층 더 능력 이상으로 빠른 속도인 전기의 흐름까지는 멈추는 일은 할 수 없다.
정체는 토마의 남동생인 요타 본인. 비행기 사고로 부모님을 잃었지만, 그 때에 SPEC을 발현해 살아 남는다. 그 후 치이의 기억을 고쳐 새로 쓸 수 있었다. 토마가 설치한 독의 눈으로 치명상을 입어, 형무소에 반송되어 사망(그 후의 최종회 엔드 롤에서, 토마가 가지고 있는 플립에 등장 인물이 기재되어 있어 생존하는 인물은 검정, 죽었다고 여겨지는 인물은 빨강으로 표기되는 곳, 니노마에의 표기에서는 빨강과 검정이 반전(점멸)하고 있어, 생사는 애매하게 되고 있다).
《상》에서는 토마의 SPEC에 의해 저승으로부터 소환되어 협력한다. 치이를 넘어뜨린 현상도, 죽어 토마에게 불려 간 요타가 총알을 연주해 돌려준 것에 의한다.
《천》에 등장하는 니노마에는 본인이 아니고, 부부젤라리맨즈에게 훔쳐진 사체로부터 만들어진 클론으로, 스스로 17년간 시간을 멈추어 육체를 성장시켜 나타나 다시 조직의 톱으로서 세계 정복을 위한 테러를 걸어 간다. 이 클론이 죽은 후에도 4명의 스페어가 나타나지만, 그들은 흰 옷의 청년에 의해서 지워져 버린다. 클론에는 요타의 고양이를 좋아하는 면은 계승해지지 않았다.
시무라 미레이 (志村 美鈴) <19> - 후쿠다 사키
시무라 유사쿠의 여동생. 도쿄 예술대학을 목표로 하는 재수생으로, 살 곳이 있는 진학학원 〈조합 학원〉의 청소 아르바이트를 하고 있다. 오빠의 머리에 손을 닿은 이후, 접한 사람이나 물건으로부터 거기에 관련한 영상을 볼 수 있는 SPEC(사이코메트리 능력)을 발현하게 된다. 미대 지망이기 때문에 일반인에 비하면 꽤 그림이 능숙하지만, 본인은 〈何も書けていない(아무것도 그릴 수 있지 않았다)〉라고 자신의 화가로서의 재능에 한계를 느끼고 있다. 성격은 야무지고, 독설가인 일면이 있다. 오빠와 마지막에 이야기했을 때에 싸움한 것으로부터 강한 회한을 안고 있다.
치이 사토시 (地居 聖) <24> - 시로타 유
대학원생. 도쿄 대학 이학부 생물 정보 화학과의 연구실에 소속해, 루프량자 동력 이론으로 노벨상을 노리고 있다. 토마의 대학시절 연인으로, 아직도 토마에 미련을 안고 있어 몇번이고 복연을 강요하지만 모두 거절 당하고 있다. 왼손잡이로 스페인어를 할 수 있다. 진학학원 〈조합 학원〉의 특별 코스에서 강사 아르바이트를 하고 있다. 토마에게는 프로포즈하고 있어, 약혼 후에 토마가 1과의 싸움으로 왼손목절단의 중상을 입어, 마음의 상처로 형사로서의 직무에 의해 깊게 몰두하게 되고 나서, 파국 한 모양. 같은 학원에서 아르바이트 하고 있던 미레이와 알게 되어, 친해졌다.
운노 료타 (海野 亮太) <35> - 야스다 켄, 야마우치 쇼헤이 (중학생 시절)
경찰 병원의 의사로 시무라의 주치의. 외과의(특히 소아과)의 세계에서는 세계적으로도 유명하고, 난치병을 얼마든지 자신의 손으로 치료했던 적이 있다. 언행은 온화하고, 미레이를 걱정하지만, 미레이에게 발현한 수수께끼의 비전을 보는 능력에 흥미를 가진다. 또, 세포를 고치는 힘을 가져, 그 힘으로 자신을 치료한 “신의 손을 가지는 남자”의 거처를 알고 싶어하고 있다. 피클스가 싫지만, 그것을 앞서 먹는 기호의 소유자. 중학생 시절은, 사카모토 류이치를 동경하고 피아니스트를 꿈꾸고 있었다. 의사라고 하는 직업에 자랑을 안고 있어 환자나 동료들로부터의 신뢰도 두껍다.
레이센 토시아키 (冷泉 俊明) <연령 불명> - 타나카 테츠시
점쟁이. 저택 〈冷泉洞(레이센도)〉의 주인. 미래를 볼 수 있는 예지 능력을 가지고 있다. 그 운세의 확실함으로부터 정치가나 재계로부터 진중받는다. 예지의 방법에 따라서는 투시나 사람 찾기 등, 폭넓은 응용력을 가진다. 지지자도 많아, 1년 후까지 예약이 대기하고 있다. 토마는, 〈레이센의 능력은 진짜〉라고 확신하고 있다. 공갈 용의로 체포된 후, 츠다에게 연행되어 그의 감시하에 놓여지게 된다. 본명은 스즈키 토시아키로, SPEC을 가지기 이전에는 키토산들이 들어간 건강식품을 피라미드 상법으로 판매하고 있었다. 점심 식사에 먹은 튀김에 붙어 있던 레몬을 갉아 먹은 것으로 능력이 각성했다. 태도는 거만하지만 소심자로 위협에 약하다. 반면, 살인에는 가담하지 않는 결벽함도 가지고 있어 자신이 가지고 있는 능력의 무서운 가능성과 다나점을 알아 꺼림칙하게 생각한다.
점칠 때는 레몬을 갉아 먹어, 〈ラミパス ラミパス ルルルルル…(라미파스 라미파스 루루루루루…)〉이라고 주창한다. 최대 주문에 〈テクマクマヤコン テクマクマヤコン…(테크마크마야콘 테크마크마야콘…)〉이 있어, 〈경의 회〉(제7화)에서 주창했을 때는, AKB48의 노래의 가사를 염불과 같이 흥얼거려, 끈기를 가져 사토리에게 마음을 읽으시지 않게 했다.
사토리 (サトリ) <19> - 마노 에리나
여성 점쟁이. 경의 회(제7화)·《상》에 등장. 사람의 마음을 읽는 능력을 가져, 동시에 복수의 인물의 독심도 가능. 속하는 조직의 보스의 명령으로 레이센 탈취를 기획해 미상과 대결한다. 로리타·패션에 몸을 싸 신쥬쿠에서 길거리 점을 치는 인기 점쟁이로, 적중율의 높이로 텔레비전이나 인터넷에서도 화제가 되고 있었다. 밤 12시에는 반드시 폐점해 자취를 감추는 것에 유래해 〈신쥬쿠의 신데렐라〉라고 불리고 있다. 호시 사토리(星慧)라고 하는 가명을 사용하고 있다. 경의 회의 시점에서는 버스에서 승차해 추돌 사고에 말려 들어가 목에 경추부염좌 증상이 있었다.
덧붙여, 이 회에 세부미가 손에 들고있는 영양 드링크 〈건강자〉는 사토리 역으로 게스트 출연한 마노의 11번째 싱글 〈건강자로 가자!〉에서 유래한다(동 싱글의 뮤직 비디오의 연출을 담당한 것은 츠츠미 유키히코).
제7화에서, 레이센 토시아키를 강탈해 도주했을 때의 차의 넘버는 〈8626(하로프로)〉였다.(시나가와 800 헤 8626)
《상》에서는 보호 시설을 나와 다시 길거리 점을 치고 있었지만, 검은 남자에게 습격된다. 사토리를 경호하고 있던 보디가드들과 함께 목숨을 잃어, 칼에 찔려 죽은채로 발견된다.
부부젤라리맨즈 (ブブゼラリーマンズ) - 키토 신야, 미야케 소라, 스나가와 테이치로 (요후카시노 카이) 외
니노마에의 조직이 보낸 능력자들. 신의 회(제8화)·최종화·《상》·《천》에 등장. 외관은 안경에 슈트, 아타셰 케이스를 가진 샐러리맨풍의 남자들로, 홀연히 나타나 동시에 부부젤라를 불어, 물체나 사람(자기 자신을 포함한다)을 이동시키는 SPEC을 가진다.
어전회의 (御前会議) - 토다 케이코, 야마데라 코이치, 히라타 히로아키
《상》부터 등장. 일본을 그늘에서 지배하는 세습제인 비밀회의의 멤버들.

## 토마가(家)
토마 유코 - 오오모리 아케미
토마 사야의 할머니. 서가이며, 토마 서도 교실을 운영하고 있다. 유파는 토마류. 현재는 사야와 두 명이서 살고 있다.
토마 요타 - 오츠보 나츠키
토마 사야의 남동생. 7년 전 부모님과 함께 비행기 사고로 사망. 오른쪽 귀 뒷쪽에 별 모양 흉터가 있다.
토마 소라 - 사노 모토하루
토마 사야의 아버지. 우수한 과학자로, 소행성 탐사선 하야부사 개발에도 참여했다. 7전 년 루나, 요타와 함께 비행기 사고로 사망.
토마 루나 - 이시다 에리
토마 사야의 어머니. 7년 전 소라, 요타와 함께 비행기 사고로 사망.

## 그 외
〈중부 일본 교자의 CBC〉의 점주/교자 로봇 아버지 - 타다키 료
토마가 늘 가는 중화 요리점의 점주.
아라타 - 안도 에미
〈중부 일본 교자의 CBC〉의 점주 부인. 칠레인이다.
쿠다 나오토 - 코다마 라이신
국정 여당·정의당의 간사장.
우에노 - 야마자키 카즈유키
관의 비서.
카와사토 미유키 - 후지타 히데요
경찰 병원의 남성 의사. 멜론이 좋아하는 음식.
코멘테이터(해설자) - 모리나가 타쿠로
TBS의 뉴스 프로그램 《F스타》의 코멘테이터.
캐스터 - 오카무라 히토미 (TBS 아나운서)
《F스타》의 캐스터.
니노마에 후미 - 시노하라 에미
니노마에 쥬이치의 모친. 쥬이치가 소속하는 조직의 협력자인 “기억을 고쳐 쓴다”능력자에게 기억을 고쳐 쓸 수 있어 오랜 세월에 걸쳐 부모가 없는 쥬이치의 모친 대신이 되고 있었다.